# 秋田真志
秋田 真志（あきた まさし、1963年8月6日 - ）は日本の弁護士。大阪弁護士会所属。SBS検証プロジェクト共同代表。元日弁連刑事弁護センター委員長。元甲南大学法科大学院教授。先端的弁護による冤罪防止プロジェクトにおいてはアドバイザー弁護士を務めている。

## 人物
現在の刑事弁護実務において広く使われている「被疑者ノート」の開発に携わる。取調べの可視化・立会いの制度化や尋問技術の研修に関する活動を行っている。また、SBS（揺さぶられっ子症候群）に関する冤罪事件について問題提起しており、笹倉香奈教授（甲南大学）と共にSBS検証プロジェクトを立ち上げた。

## 弁護士としての活動
1991年、信楽高原鐵道列車衝突事故に関して、JR西日本及び信楽高原鐵道を被告とする民事裁判の弁護団事務局長を担当し、自らアメリカの政府機関に依頼して、アメリカの国家運輸安全委員会（NTSB）の現地視察を遺族らとともに行った。1999年、大阪地方裁判所はJR西日本の過失を認めて原告勝訴の判決を下し、高裁も同様の判断を下した。同事故後、遺族らが結成した鉄道安全推進会議の活動を契機として、航空事故調査委員会が航空・鉄道事故調査委員会に改組された後、運輸安全委員会（JTSB）が設けられることとなった。
2004年、Winny事件の主任弁護人を務める。第一審の京都地方裁判所は、被告人の著作権侵害の蔓延目的を認定しなかったものの、著作権法違反の幇助と故意を認め、罰金150万円の有罪判決を言い渡した。これに対し、大阪高等裁判所は、第一審の京都地裁判決を破棄し、被告人に無罪を言い渡した。最高裁判所は、「例外的とはいえない範囲の者がそれを著作権侵害に利用する蓋然性が高いことを認識、認容していたとまで認めることは困難である」との判断を下し、無罪判決が確定した。同事件は後に『Winny』として映画化され、主任弁護人である秋田真志役を吹越満が演じた。
2017年、SBS（揺さぶられっ子症候群）に関する冤罪事件である山内事件の弁護人を控訴審から務める。同事件では、第一審において、乳幼児の頭部に外傷が存在しないにもかかわらず硬膜下血種、脳浮腫、網膜出血の3つの症状（三徴候）が存在すれば、暴力的な揺さぶり（虐待）が存在したというSBS仮説に基づいて、急変時に近くにいた被告人に有罪判決が下されてしまっていた。秋田らはイギリスでSBS問題に取り組むウェイニー・スクワイア医師（元オックスフォード大学ジョン・ラドクリフ病院・神経病理学）らが来日した際にCT画像を見てもらったところ、同医師は静脈洞血栓症という内因性の死因を指摘。控訴審の大阪高等裁判所はこの静脈洞血栓症により乳幼児が死亡した具体的可能性を認めて無罪判決を宣告した。大阪高等裁判所は、「本件は、一面で、SBS理論による事実認定の危うさを示してもおり、SBS理論を単純に適用すると、極めて機械的、画一的な事実認定を招き、結論として、事実を誤認するおそれを生じさせかねないものである。」と判示した。秋田は、同事件に関して、「これだけ深刻な冤罪事件が明らかになった今、我々はやはり立ち止まってSBS理論を振り返るべきであると考えています。そういう意味で、ゼロベースでの見直しをお願いしたいと思います。」とSBS仮説の見直しを提唱している。
2021年、明浄学院事件における山岸忍の弁護を副主任弁護士として担当。秋田は反対尋問において、共犯者が取調べで大阪地検特捜部の見立てを押し付けられていたことを暴き、無罪判決に導いた。事件後、秋田は供述強要の原因として特捜部による板金捜査（見立てに合わせて供述調書を作る捜査）、可視化に対する慣れ、長時間取調べを挙げたうえ、「山岸さんの冤罪は、日本において、異様に長時間の取調べを制限すること、弁護人の取調べ立会いを認めることが喫緊の課題であることを明確に示している。」と訴えた。
2023年現在、秋田は今西事件などの冤罪を訴えて弁護活動を行っている。

## 過去の担当事件
- 信楽高原鐵道列車衝突事故
- 三井環事件
- Winny事件
- 大阪地検特捜部主任検事証拠改ざん事件における大阪地検特捜部副部長の犯人隠避被告事件
- 山内事件
- プレサンス元社長冤罪事件

## 著書
- 小坂井久, 秋田真志『取調べ可視化:密室への挑戦 : イギリスの取調べ録音・録画に学ぶ』成文堂、2004年。ISBN 4792316340。全国書誌番号:20547274。
- 川崎英明, 小坂井久『弁護人立会権 : 取調べの可視化から立会いへ』日本評論社、2022年。ISBN 9784535525740。全国書誌番号:23687005。
- 秋田真志, 古川原明子, 笹倉香奈『赤ちゃんの虐待えん罪 : SBS(揺さぶられっ子症候群)とAHT(虐待による頭部外傷)を検証する!』現代人文社, 大学図書(発売)〈GENJINブックレット〉、2023年。ISBN 9784877988395。全国書誌番号:23840466。